# Silvio Avilés
Silvio Avilés (ur. 17 sierpnia 1980) – nikaraguański piłkarz występujący na pozycji obrońcy. Zawodnik klubu Deportivo Walter Ferretti.

## Kariera klubowa
Avilés karierę rozpoczynał w 2001 roku w zespole Diriangén FC. W sezonie 2004/2005 wywalczył z nim mistrzostwo faz Apertura oraz Clausura, a w sezonie 2005/2006 mistrzostwo Nikaragui. W Diriangén spędził 6 lat. W 2007 roku odszedł do Deportivo Walter Ferretti. W sezonach 2009/2010 oraz 2010/2011 wywalczył z nim mistrzostwo fazy Apertura.

## Kariera reprezentacyjna
W reprezentacji Nikaragui Avilés zadebiutował w 2003 roku. W 2009 roku został powołany do kadry na Złoty Puchar CONCACAF. Zagrał na nim w meczach z Meksykiem (0:2), Gwadelupą (0:2) oraz Panamą (0:4), a Nikaragua zakończyła turniej na fazie grupowej.